# Francisco Caíca
Francisco Caica Uchoa Marinho (Boa Viagem, 29 de julho de 1945 - São Luís, 10 de junho de 2015) foi um político brasileiro. Ele foi deputado estadual do Maranhão (1995-1999).

## Carreira política
Começou a carreira política em 1994 quando foi eleito deputado estadual pelo PTRB. Foi reeleito em 1998. A sua história política foi marcada pelo fato de ser eleito duas vezes consecutivas, mostrando sua ajuda aos pobres, com caretas de alimentos.